# Celama chlamitulalis
Celama chlamitulalis är en fjärilsart som beskrevs av Jacob Hübner 1827. Celama chlamitulalis ingår i släktet Celama och familjen trågspinnare. Inga underarter finns listade i Catalogue of Life.